# Halmstads flygplats
Halmstads flygplats (IATA: HAD, ICAO: ESMT) är en regional flygplats belägen tre km från centrum vid Karlsrovägen (gamla kustvägen) i Halmstads nordvästra ytterområde och är länets enda flygplats med reguljär flygtrafik. Driftbolaget marknadsför flygplatsen som Halmstad City Airport. Flygplatsen har möjligheter till tull och passkontroll för utrikestrafik, så det förekommer vissa charterflygningar, affärsflyg och fraktflyg. Den 1 januari 2006 togs driften av flygplatsen över av det kommunala bolaget Halmstads Flygplats AB.

## Historik
Allra första flygningen över Halmstad skedde 1840, då en obemannad luftballong startade ungefär där Kulturskolan ligger idag. Den flög bort mot Sperlingsholm, där den brann upp. Första flygplanet kom till Halmstad med Löjtnant Dahlbäck som flög i Halmstad den 6 och 7 juli 1912 med utgångspunkt från en landningsbana på Galgberget. Detta "flygfält" användes bara under en kort tid. Den kalla vintern 1929 använde sjöflygplan Nissans isfria vatten som start- och landningsbana för att förse fastfrusna fartyg med förnödenheter. 
1936 stod Civila flygfältet ute på Slottsjorden färdigt i området där Kattegattsgymnasiet nu ligger. Staden fick 85% av kostnaden betalad av staten.  AB Flygindustri bedrev segelflygplanstillverkning. 
Den 20 juni 1944 nödlandade det amerikanska bombplanet B 24 Princess Konocti för att senare åter kunna lyfta på den 650 m långa banan. Bullerproblem och närheten till  Sankt Nikolais kyrktorn gjorde att Civila flygfältet lades ner 1956. Flygfältet flyttades till sin nuvarande plats, med en liten flygstation i södra kortändan av rullbanan till Hallands flygflottilj (F 14).
Linjeflyg började 1958 med reguljärtrafik till Bromma. På 1970-talet kom jettrafiken och även Arlanda användes för Stockholmstrafiken. SAS köpte 1992 upp Linjeflyg, men flygtrafiken i Halmstad övertogs av det dåvarande Transwede. Skyways tog över trafiken till Stockholm 1993 och använde propellerplan (turbopropflygplan). Samma år byggde Skyways Halmstads första civila hangar, för att användas av flygbolaget för flygplansunderhåll och av flygplatsen för förvaring och service av ramputrustning. I slutet av 1990-talet började chartertrafik till Kanarieöarna, Turkiet och Mallorca.
2003 till konkursen 2012 hade Skyways inrikestrafik till Arlanda. Den 20 augusti 2006 fick Halmstads flygplats återigen jettrafik. I augusti 2007 satte Skyways in en Fokker 100 maskin som var inhyrd ifrån Air Express, som ersättare till en Avro RJ100 som man tidigare hade hyrt in ifrån Malmö Aviation. Av miljöskäl så beslutade Skyways att man från och med i slutet av juni 2008, skulle gå över till att trafikera Halmstads flygplats uteslutande med turbopropflygplan av typen Fokker 50. Sedan den sista dagen i mars 2008 finns det åter flyg mellan Halmstad och Bromma. Under en tid var det Direktflyg som skötte sträckan på uppdrag av Skyways. Efter den 3 maj 2010 använde man både till Arlanda och Bromma främst flygplantypen Fokker 50.
I slutet av mars 2012 lät flygbolaget NextJet och researrangören Kullaflyg meddela att man i samarbete kommer att starta flyg mellan Halmstad-Stockholm-Arlanda. Första flygningen gick av stapeln 2 maj. I slutet av maj 2012 slutade Skyways flyga på samtliga destinationer i Sverige på grund av konkurs. Researrangören Kullaflyg startade flyg till Bromma med Golden Air som flygbolag den 27 augusti 2012. Golden Air bytte namn till Braathens Regional den 1 januari 2013. Samarbetet mellan Kullaflyg och Nextjet upphörde i oktober 2012 men Nextjet fortsatte trafiken på Arlanda i egen regi.
Nextjet upphörde i juni 2015 med trafiken till Arlanda. I september 2015 meddelade Sparrow Aviation att de startar trafik mot Arlanda samt Berlin (via Kalmar) i oktober 2015. Sparrow Aviation upphörde med sin trafik på båda linjerna i början av sommaren 2016.
BRA inledde den 6 april 2020 en företagsrekonstruktion och den tidigare flygverksamheten upphörde men återupptogs under sommaren 2021. I juni 2020 startade trafik av Air Leap och Amapola till Bromma . Ampola upphörde dock med flygningarna under augusti samma år, medan Air Leap fortsatte flyga. I november 2021 inledde de ett linjesamarbete med SAS och flyttade då sin trafik från Bromma till Arlanda. Mellan 2022 och 2024 var BRA åter ensamma om att trafikera Halmstads flygplats i reguljär linjetrafik, vilket upphörde i december 2024 då man slutade flyga i egen regi och istället övergick till att flyga på uppdrag av SAS. I samband med det flyttades trafiken från Bromma till Arlanda. 

## Övrig flygverksamhet
Ca 300 meter väster om flygplatsterminalen finns Halmstad Flygklubb, Halmstad Segelflygklubb och Halmstad Fallskärmsklubb. Halmstad Flygklubb ställer upp med piloter och flygplan för brand- havsövervakning året runt.
Den militära delen av Halmstads flygplats står för mellan 800 och 1 300 flygplansrörelser under ett år, bland annat genom verksamheten med Kronflyg. Kronflyg ingår i Försvarsmaktens logistik och transporterar tjänstemän, elever och totalförsvarspliktiga inom Sverige. 

## Flygbolag och destinationer
| Flygbolag             | Destinationer                                   |
| --------------------- | ----------------------------------------------- |
| Croatia Airlines      | Säsongscharter: Split                           |
| GP Aviation           | Pristina                                        |
| Scandinavian Airlines | Stockholm-Arlanda (startar 27 januari 2025)     |
| TUIfly Nordic         | Säsongscharter: Gran Canaria, Lanzarote, Rhodos |

## Transporter
Hallandstrafikens linje 4 från Halmstads centrum går till flygplatsens hållplats. Linje 350 från Halmstad och Falkenberg trafikerar flygplatsens närhet. Taxi och några bilutyrningsfirmor har verksamhet på flygplatsen, och det finns kort- och långtidsparkering.